# گالاگامولا
گالاگامولا (به لاتین: Galagammulla) یک منطقهٔ مسکونی در سری‌لانکا است که در استان جنوبی (سری‌لانکا) واقع شده‌است.